# Estádio José Cavalcanti
O Estádio Municipal José Cavalcanti, também conhecido pelo acrônimo JC e até 2000 conhecido apenas por Estádio Municipal, é um estádio de futebol da cidade de Patos, estado da Paraíba, Brasil. Localizado no bairro do Belo Horizonte, é um dos principais estádios de futebol da Paraíba, sede dos jogos do Esporte Clube de Patos e do Nacional Atlético Clube, os dois clubes profissionais da cidade, mas que também costuma receber mandos de times de cidades próximas.
Inaugurado em 1964, o estádio recebe o nome do ex-prefeito da cidade de Patos, o Senhor José Cavalcanti da Silva, atualmente tem acomodações para receber até 8 000 torcedores e já sediou ou sedia partidas oficiais de diversos torneios municipais, estaduais e nacionais, a exemplos do Campeonato Paraibano de Futebol da Primeira e Segunda Divisões e das Séries B, C e D do Campeonato Brasileiro de Futebol, bem como jogos da Copa do Brasil.
O estádio está sob responsabilidade da Prefeitura Municipal e trata-se da principal praça esportiva da cidade, o que faz com que além de receber jogos oficiais, também sedie jogos de torneios amadores, principalmente os da própria cidade, bem como tem-se o registro de shows em seu gramado, levando-o a necessitar de constantes reformas, visando melhorias nas condições de partidas e também conforto do público, o que, por vezes, reduz o número total de pessoas que o estádio pode receber.

## História
Em 26 de dezembro de 1952, Darcylio Wanderley da Nóbrega, então prefeito de Patos, assinou a lei municipal n.º 132, que autorizava a construção de uma praça esportiva na cidade, designando a quantia de 150 000 Cruzeiros (Cr$) para a sua construção, valor que foi modificado em 1959 para Cr$ 3 000 000. Mais de uma década depois de iniciada, a construção do Estádio Municipal ainda não havia sido concluída e uma nova liberação de recursos foi sancionada por meio da lei municipal 710 de 1964, quando agregou mais Cr$ 100 000 000 visando a conclusão das obras.
O Estádio Municipal, ainda sem nome oficial, foi construído ao norte de onde se localizava o antigo "Campo do Estrela", que ia do atual prédio do Departamento Nacional de Estradas de Rodagem (DNER) até a Igreja de Nossa Senhora de Fátima, local que recebia as partidas do Botafogo de Inocêncio de Oliveira, um notável clube amador de Patos. Em 1952, o Botafogo de Inocêncio foi extinto e seus jogadores formaram o Esporte Clube de Patos, clube que passou a mandar seus jogos no Campo do Ginásio Diocesano, juntamente com o Nacional Atlético Clube, formado um pouco mais tarde, em 1961.
Tanto o Esporte quanto o Nacional, já consolidados como principais equipes no cenário esportivo municipal, se profissionalizaram em 1964 e coube justamente a essas equipes a partida inaugural do referido estádio, ocorrida em 29 de novembro de 1964, com portões abertos e contando com a presença de diversas autoridades municipais e estaduais, como o Governador do estado, o prefeito José Cavalcanti, deputados estaduais, além de outras autoridades municipais e estaduais. A partida de inauguração teve o pontapé inicial dado por José Américo de Almeida e terminou com o placar de 2–1 favorável ao Nacional, sendo também a primeira partida oficial entre as duas equipes, sem contar a fase amadora, marcando o início do Clássico Patoense, cuja rivalidade até hoje marca a cultura esportiva patoense e paraibana.
| 29 de novembro de 1964 | Nacional de Patos | 2–1 | Esporte de Patos | Estádio Municipal, Patos |
|                        | Dissor            |     | Nêgo             | Árbitro: Jorge Bezerra   |

A partir de 1965 o estádio passou a sediar jogos do Campeonato Paraibano de Futebol, além de outros torneios ao longo dos anos, tendo recebido também eventos e shows, a exemplo do jogo festivo do dia 7 de setembro de 1973, em que o bicampeão mundial Garrincha vestiu a camisa do Esporte de Patos que enfrentava o Botafogo de Cajazeiras e também de um show do cantor Roberto Carlos ocorrido em 5 de setembro de 1974. Após a virada do século, mais exatamente em 29 de dezembro de 2000 o estádio recebeu um nome oficial, sendo designado como Estádio Municipal José Cavalcanti, homenageando o prefeito que o inaugurou quase quatro décadas antes.

## Facilidades
São acomodações presentes no estádio: vestiário para os jogadores e oficiais, banheiros, lanchonetes, espaço para cadeirantes, saídas de emergência e área para veículos de emergência, como carro de bombeiro, cabines de mídia, tribuna de honra, e sala de imprensa. O estádio conta também com um espaço localizado abaixo de uma das arquibancadas, que pode ser utilizado para atividades diversas, incluindo a prática de esportes como tênis de mesa, futebol de botão e judô, três lances de arquibancadas, as quais podem acomodar atualmente até 8 000 pessoas, sendo uma por trás de uma das traves e outras duas em cada lateral, das quais, uma possui cobertura:
- Arquibancada Coberta Desportista Petrônio Lucena Barbosa (Setor A);[28]
- Arquibancada Geral Desportista Geraldo Freitas dos Santos (Setor B);[26]
- Arquibancada Geral Desportista Ivanildo da Costa Vilar (Setores C e D).[27]

Na classificação do Sistema Brasileiro de Classificação de Estádios (Sisbrace), do Ministério do Esporte, o Estádio José Cavalcanti aparece com a nota 1, numa escala que vai até 5, onde foram avaliados critérios como segurança, conforto e acessibilidade, além de vigilância sanitária. Em 2024, a Prefeitura de Patos trocou o material de cobertura da arquibancada coberta do estádio, bem como os antigos refletores por novos, em LED, espalhados pelas quatro torres de iluminação, devendo ser ainda montado um placar eletrônico, fruto de investimento do governo estadual.